# Wilhelmine von Grävenitz
Wilhelmine von Grävenitz, född 1684, död 1744, var mätress till hertig Eberhard Ludvig av Württemberg mellan 1706 och 1731. 
Hon var en medlem av den tyska adeln. Hon inledde ett förhållande med Eberhard Ludvig år 1706. Paret gifte sig 1707 trots att Eberhard Ludvig redan var gift. Från 1710 levde de i Ludwigsburg, medan Eberhard Ludvigs fru Johanna Elisabeth av Baden-Durlach bodde på slottet i Stuttgart. Grävenitz deltog i regeringen och var från 1717 en fullvärdig medlem av hemliga kabinettet, som hade hand om regeringsärendena. Hon var mycket impopulär bland allmänheten.
År 1731 avled Eberhard Ludvigs enda son barnlös, och i ett försök att avla en ny tronarvinge med sin fru avslutade han förhållandet med Grävenitz. Hon lämnade Württemberg med pension. I oktober greps hon anklagad för att ha förhäxat Eberhard Ludvig, men släpptes igen 1733. 